# Sant Antoni de Pàdua de Vallclara
Sant Antoni de Pàdua de Vallclara és una església amb elements barrocs de Vallclara (Conca de Barberà) inclosa a l'Inventari del Patrimoni Arquitectònic de Catalunya.

## Descripció
Edifici de planta rectangular amb teulada a dues vessants. Destaquen a la façana, feta amb carreus rectangulars, una porta amb dintell on figura la data de 1653 i una finestra circular al damunt. S'ha d'assenyalar la marcada nuesa de la mateixa.

## Història
Aquesta capella fou venuda a particulars arran la desamortització. A continuació es convertí en magatzem. A la llinda hi apareix la data 1653.